# Evridiki

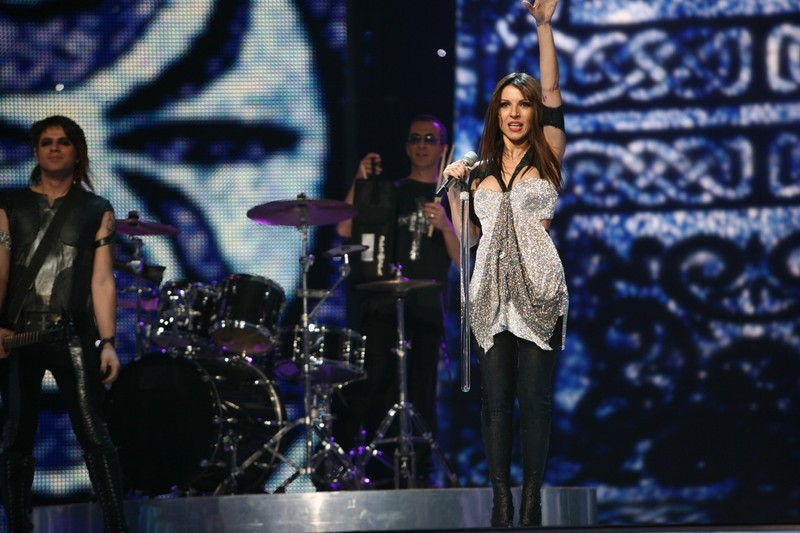
Evridiki im Halbfinale des Eurovision Song Contests 2007

Evridiki Theokleous (griechisch Ευρυδίκη Θεοκλέους, * 25. Februar 1968 in Limassol) ist eine zyprische Sängerin. Als Künstlernamen wählte sie ihren Vornamen. Sie repräsentierte die Republik Zypern mehrfach beim Eurovision Song Contest.

## Werdegang
Evridiki wuchs in Nikosia auf. Nach der Schule genoss sie eine musikalische Ausbildung, unter anderem in Paris und Boston. 1989 zog sie nach Athen, wo sie 1991 ihr erstes Album veröffentlichte. 1994 heiratete sie den Musiker und Komponisten Giorgos Theofanous. Sie wurde bald zu einer der führenden Pop-, Rock- und Laika-Sängerinnen in der Republik Zypern und in Griechenland. Außerdem wirkte sie bei Musical-Produktionen mit und nahm Duette mit verschiedenen Kollegen auf.

## Eurovision Song Contest
Evridiki trat dreimal für Zypern beim Eurovision Song Contest an: 1992 mit Teriazoume (Platz 11), 1994 mit Ime anthropos ki ego (wiederum Platz 11) und 2007 mit dem französischsprachigen Comme ci comme ça (Platz 15 im Semifinale).

## Diskografie

### Alben
- 1991: Gia proti fora („Zum ersten Mal“)
- 1992: Poso ligo me xeris („Wie wenig du mich kennst“)
- 1993: Misise me („Hass mich“)
- 1995: Fthinoporo gynekas („Herbst einer Frau“)
- 1996: I epomeni mera (Doppel-CD mit einer Liveaufnahme) („Der nächste Tag“)
- 1997: Pes to mou afto („Sag mir das“)
- 1998: Dese mou ta matia („Verbinde mir die Augen“)
- 1999: To koumbi („Der Knopf“)
- 2000: Ola dika sou („Alles für dich“)
- 2002: Live ki allios („Live und anders“)
- 2003: Oso fevgo gyrizo („So oft ich gehe, so oft komme ich wieder“)
- 2005: Sto idio vagoni („Im gleichen Wagen“)
- 2007: 13
- 2011: Onirevome Akoma... Mama
- 2023: Enas Anthropos Aplos

### Kompilation
- 2004: Best Of
- 2017: 25 Gia Panta

### Kollaborationen
- 2009: Etsi einai i agapi (mit Dimitris Koryalas)

### EPs
- 2010: ...Etsi Apla

### Singles (Auswahl)
- 1992: Teriazoume
- 1994: Eimai Anthropos Ki Ego
- 2005: Sto Idio Vagoni
- 2007: Comme ci-Comme ça
- 2022: Ego Esena (mit Miltos Paschalidis & George Theofanous)